# Aleanca Demokratike
Die Aleanca Demokratike (albanisch für „Demokratische Allianz“; Akronym: AD) ist eine liberale Partei in Albanien. Sie entstand im Oktober 1992, als der ehemalige Parteivorsitzende Neritan Ceka und andere die Partia Demokratike e Shqipërisë verließen, weil sie mit dem autoritären Führungsstil des damaligen Präsidenten Sali Berisha unzufrieden waren.
Nach den Wahlen von 1997 trat die AD in die Regierungskoalition unter Führung der Sozialisten ein, nachdem sie zwei Mandate im Parlament erreichen konnte. Nach den Parlamentswahlen 2001 bekam die AD drei Mandate und verblieb in der PS-geführten Regierung.
2005 hatte sie drei Mandate gewinnen können und gehörte in dieser Legislaturperiode des albanischen Parlaments der Opposition an. Bei den Wahlen 2009 konnte sie nicht zuletzt aufgrund einer Gesetzesänderung zum Nachteil der kleinen Parteien (Sperrklausel) keine Sitze mehr erlangen.
2013 wurde Eduard Abazi zum Nachfolger des Parteivorsitzenden Neritan Ceka gewählt.